# Конти (Слупецький повіт)
Конти (пол. Kąty) — село в Польщі, у гміні Слупца Слупецького повіту Великопольського воєводства.
Населення — 413 осіб (2011).
У 1975-1998 роках село належало до Конінського воєводства.

## Демографія
Демографічна структура станом на 31 березня 2011 року:
|          | Загалом | Допрацездатний вік | Працездатний вік | Постпрацездатний вік |
| -------- | ------- | ------------------ | ---------------- | -------------------- |
| Чоловіки | 186     | 32                 | 142              | 12                   |
| Жінки    | 227     | 55                 | 125              | 47                   |
| Разом    | 413     | 87                 | 267              | 59                   |